# Dawusu (köpinghuvudort i Kina, Heilongjiang Sheng, lat 51,80, long 124,52)
Dawusu (kinesiska: 大乌苏, 大乌苏镇) är en köpinghuvudort i Kina. Den ligger i provinsen Heilongjiang, i den nordöstra delen av landet, omkring 690 kilometer norr om provinshuvudstaden Harbin. Antalet invånare är 5 298. Befolkningen består av 2 561 kvinnor och 2 737 män. Barn under 15 år utgör 7,0 %, vuxna 15-64 år 78 %, och äldre över 65 år 13,0 %.
Trakten runt Dawusu är nära nog obefolkad, med mindre än två invånare per kvadratkilometer. I omgivningarna runt Dawusu växer i huvudsak blandskog.